# ملف أوديسا (فلم)
ملف أوديسا هو فيلم مثير للتجسس أُنتج عام 1974، مقتبس من رواية تحمل نفس الاسم لفريدريك فورسيث، حول بحث أحد المراسلين عن شبكة سياسية صناعية النازية الجديدة في ألمانيا الغربية بعد الحرب العالمية الثانية. نجوم الفيلم جون فويت، ماري تام، ماكسيميليان شيل وماريا شيل، ومن إخراج رونالد نيام، برصيد أندرو لويد ويبر. كان الفيلم الوحيد الذي صنعه أشقاء شيل معًا.

## قطعة
في 22 نوفمبر 1963، يوم اغتيال جون إف كينيدي في دالاس، قام بيتر ميلر، المراسل الشاب المستقل في هامبورغ بألمانيا الغربية، بسحب سيارته إلى مكانه للاستماع إلى تقرير إذاعي عن الحدث. نتيجة لذلك، يتم توقيفه عند إشارة المرور أثناء مرور سيارة الإسعاف على الطريق السريع.
يتابع سيارة الإسعاف ويكتشف أنه في طريقه لالتقاط جثة أحد الناجين اليهود من المحرقة النازية الذي انتحر، ولم يترك وراءه عائلة. يحصل المراسل على مذكرات الرجل، والتي تحتوي على معلومات عن حياته في ريغا غيتو خلال الحرب العالمية الثانية، بما في ذلك اسم ضابط قوات الأمن الخاصة الذي أدار المعسكر، إدوارد روشمان.
عازمًا على مطاردة روزشمان، يتشاور ميلر مع الصياد النازي سيمون ويسنثال الذي يبلغه عن أوديسا، وهي منظمة سرية لأعضاء سابقين في قوات الأمن الخاصة. مع هذه المعلومات، يجرؤ ميلر على الذهاب سريًا، مستخدماً الاسم المفترض والأوراق المزورة التي تظهر له كخبير مخضرم في قوات الأمن الخاصة. إنه ينضم ويتسلل إلى أوديسا ويجد روشمان، الذي يدير الآن شركة للتكنولوجيا الفائقة التي تخطط لإرسال الجيروسكوبات اللاسلكية والرؤوس الحربية الكيميائية الحيوية إلى مصر لاستخدامها ضد إسرائيل.
عثر ميلر في النهاية على روشمان وواجهه تحت تهديد السلاح، وكشف أن المذكرات شملت فقرة عن روشمان وهي تقتل زميلها ضابط ألماني خلال الحرب – التفاصيل الفريدة التي تؤكد أنها والد ميلر. يعتزم ميلر تسليم روشمان إلى السلطات، لكنه يقتله عندما يطلق عليه النازي النار. تُستخدم ملفات أوديسا المفصلة لإلقاء القبض على العديد من مجرمي الحرب النازيين، كما يحترق مصنع روشمان بشكل غامض على الأرض قبل تسليم أي صواريخ إلى مصر.

## المصبوب
- جون فويت بدور بيتر ميلر
- ماري تام في دور سيجي
- ماكسيميليان شيل في دور إدوارد روشمان
- ماريا شيل في دور فراو ميلر
- ديريك جاكوبي في دور كلاوس وينزر
- بيتر جيفري في دور ديفيد بورات
- كلاوس لوفيتش في دور غوستاف ماكينسن
- كورت ميسيل في دور ألفريد أوستر
- هانز مسيمر في دور الجنرال غلوكس
- غارفيلد مورغان كالجنرال الإسرائيلي
- شموئيل رودنسكي في دور سيمون ويزنتال
- إرنست شرودر في دور فيرنر ديلمان
- غونتر ستراك في دور كونيك
- نويل ويلمان في دور فرانز باير

## إنتاج
تم التصوير في الموقع في هامبورغ، ألمانيا؛ سالزبورغ، النمسا؛ هايدلبرغ، ألمانيا؛ ميونيخ، ألمانيا؛ في استوديوهات باينوود، إنجلترا؛ وأستوديوهات فيلم بافاريا في غرونفآلد، بافاريا، ألمانيا. تم تصويره باستخدام معدات بانافيشن، التي تم إنتاجها باستخدام تقنيات إيستمانكولر.

## استقبال
قالت نورا ساير من صحيفة نيويورك تايمز : «الفيلم يبرز نقاطه بشكل منهجي، أكاديميًا تقريبًا. كما أنه يطول بسبب وجود العديد من المقاطع الانتقالية غير الضرورية، المكرسة لنقل الشخصيات من موقف إلى آخر. تقريبا كل حدوث يمكن التنبؤ به.» 
وأشاد الممثلون (جروجي دوندي ان نو ثينج از رستن) بالجهات الفاعلة، «لقد قام جون فويت بعمل جيد، مما جعل ميلر بطلًا ذا مصداقية ومقنعًا. يعتبر ماكسيميليان شيل ممتازًا فيما يتعلق بحدوث حجاب مطول». ومع ذلك، ينتقد صانعي الأفلام لتبسيط رواية فورسيث وتجاهل رسالتها المعادية للنازية.

## روابط خارجية
- مقالات تستعمل روابط فنية بلا صلة مع ويكي بيانات

- ملف أوديسا in libraries (WorldCat catalog)